# Shanhaiguan
Shanhaiguan (en chino, 山海关; pinyin, Shānhǎiguān (escuchar)ⓘ) es un distrito urbano bajo la administración directa de la Prefectura Qinhuangdao  en la Provincia de Hebei, República Popular China.  Su área es de 193 km² y su población total para 2010 superó los 170 mil habitantes. 

## Administración
Desde julio de 2023, el  Distrito Shanhaiguan  se divide en 9 pueblos que se administran en 5 subdistritos, 3 poblados y 1 villas.

## Toponimia
El topónimo Shanhaiguan [/shan-jái-kuáng/] significa 'Paso Shanhai' uno de los principales pasos en la Gran Muralla, a su vez Shanhai  significa 'montaña marina' porque conecta con el mar de Bohai.